# Regiomed-Kliniken Sonneberg/Neuhaus
Das Klinikum Sonneberg betreibt zwei Krankenhäuser an den Standorten Sonneberg und Neuhaus. Das gesamte Klinikum verfügt über 305 Betten und umfasst 10 Fachabteilungen. Schwerpunkte des Klinikums sind die Orthopädie und die Gefäßmedizin.

## Geschichte

### Das Sonneberger Krankenhaus

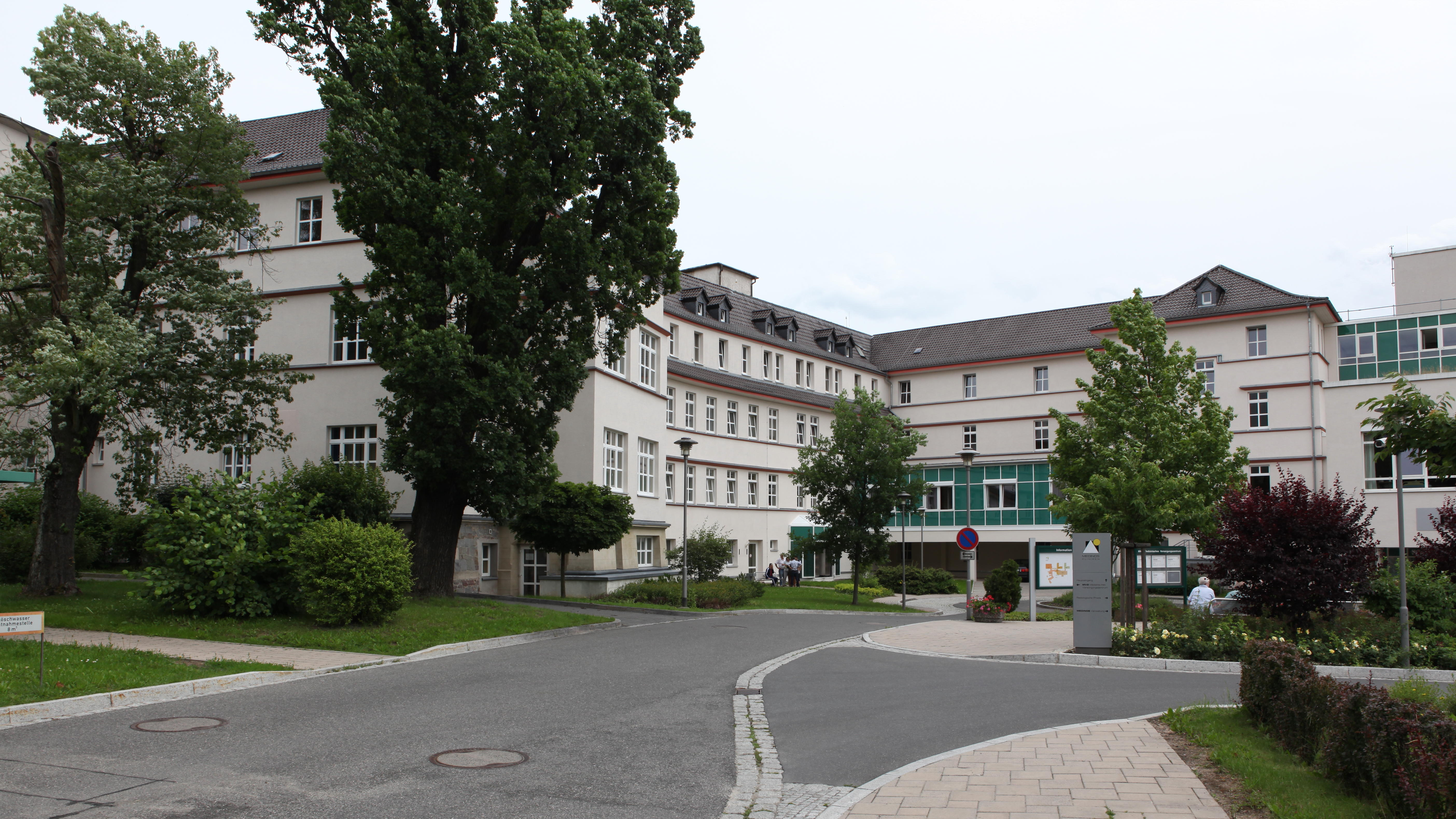
Die Regiomed-Klinik Sonneberg

Bereits im Jahr 1564 findet sich der erste Hinweis auf das „Sondersiechenhaus uterm Judenbach“ (Erwähnung im ersten Kirchenbuch Sonneberg vom 24. Juli 1564). Umstritten ist dabei, ob die Obrigkeit das Haus zur Absonderung für Personen mit ansteckenden Krankheiten gegründet hat. Nach einer Legende soll jedoch ein Kaufmann aus Nürnberg gegen Ende des 15. Jahrhunderts in Sonneberg nach einem Unfall aus Dankbarkeit für seine gute Versorgung das Haus gestiftet haben. Diese Version wird durch einen „Beschwehrungs Artickell“ (Einspruch) aus dem Jahr 1580 gestützt. Das Siechenhaus erlangte in der Folgezeit für damalige Verhältnisse überregionale Bedeutung, so wurde 1657 ein Aussätziger aus dem etwa 30 km entfernten Breitenau aufgenommen. Eine Betreuung oder Pflege im heutigen Sinne gab es nicht. Zeitweise waren die Insassen völlig auf sich gestellt und mussten ihren Lebensunterhalt durch Sammeln und Betteln bestreiten. Als 1830 der Bau eines Krankenhauses für Sonneberg beschlossen wurde, verfiel das alte Siechenhaus. Nach dem Verkauf an den Porzellanfabrikanten Nikol Fischer im Jahre 1843 wurden die Überreste abgetragen. Die bislang geführte „Sondersiechenkasse“ wurde 1838 der Krankenhauskasse übertragen.
1830 wurde im heutigen Stadtteil Bettelhecken ein Gebäude für eine 'Krankenanstalt für Stadt und Amt Sonneberg' gekauft. Nach dem Umbau verfügte es über 36 Betten. Der erste Kranke war Johann Nicol Leuthäuser, der sich bei Löscharbeiten in Sonneberg erhebliche Gesundheitsschäden zugezogen hatte. Er wurde 1834 aufgenommen. Anders als in der Vorgängerinstitution erfolgte im Krankenhaus in Bettelhecken eine medizinische Versorgung, welche dem jeweils aktuellen Stand der medizinischen Wissenschaft entsprach. In den Folgejahren stieg die Auslastung des Krankenhauses stetig an.
In den 80er Jahren des 19. Jahrhunderts wurde deshalb die Forderung nach einem umfassenden Neubau in zentraler Lage laut. Unterschiedliche Standorte wurden vorgeschlagen und wieder verworfen. Mit Beschluss des Kreisausschusses vom 18. Mai 1899 folgte die Festlegung auf den heutigen Standort an der Neustadter Straße. Die Bauarbeiten wurden im Juni 1900 aufgenommen. Am 25. Dezember 1901 wurde das neue Krankenhaus als Kreiskrankenhaus in Betrieb genommen. Das Kreiskrankenhaus hatte anfangs 54 Betten, Patienten und Mitarbeiter konnten von Beginn an Wasserklosetts nutzen.
Bereits nach kurzer Zeit zeigte sich, dass der Neubau trotz seiner Modernität nicht den Erfordernissen gerecht werden konnte. Der Isolationsbereich für Infektionskrankheiten war zu klein. Daneben brachte die Lage unmittelbar neben dem Bahnhof Schwierigkeiten mit sich. Der zunehmende Bahnverkehr führte gar zu einem Rechtsstreit, dessen Ausgang den „Eisenbahnfiskus“ 1924 zur Zahlung von 100.000,00 RM an den Kreis verpflichtete (Urt. OLG Jena). Der 1927 in Betrieb genommene Erweiterungsbau wurde so konzipiert, dass sich die Lärmbelastung durch die Eisenbahn in einem erträglichen Maß hielt.
Der bauliche Zustand wurde bis 1992 nur unwesentlich verändert. Kleinere Neubauten auf dem Gelände und die Auslagerung der Kinderklinik in die Innenstadt prägten Struktur und Gesicht des Krankenhauses in der Zeit von 1945 bis 1989. Im Bereich der medizinischen Ausstattung wurde dem Fortschritt dabei stets Rechnung getragen. Bereits 1992 wurden Anbauten in Containerbauweise verwirklicht, welche nach dem Ende der Baumaßnahmen aktuell zurückgebaut werden. 1995 wurde ein dauerhafter Anbau beschlossen, das sogenannte Schwesternhaus.

### Die Kreiskrankenhäuser Sonneberg und Neuhaus GmbH

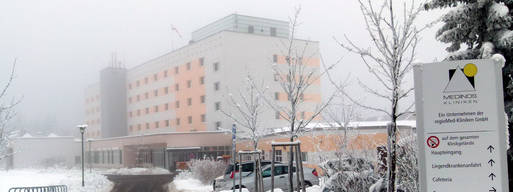
Regiomed-Klinik Neuhaus am Rennweg

Ebenfalls 1995 wurde das Kreiskrankenhaus Sonneberg im Zuge der Gebietsreform mit dem Krankenhaus in Neuhaus am Rennweg vereinigt. Der Aufbau des Neuhäuser Kreiskrankenhauses begann, als Neuhaus am Rennweg mit der Verwaltungsreform am 25. Juli 1952 Kreisstadt des Kreises Neuhaus am Rennweg geworden war. Der medizinische Bedarf im Kreisgebiet war auch durch den Zuzug von Arbeitskräften für den VEB Röhrenwerk „Anna Seghers“, später VEB Mikroelektronik Seghers Neuhaus, angestiegen. Zu Beginn waren die medizinischen Einrichtungen provisorisch in Baracken untergebracht. Der Standort an der „Schönen Aussicht“ wurde dauerhaft beibehalten und zum Ausgangspunkt einer neuen Wohnsiedlung.
Bis in die achtziger Jahre bestanden zwei kleine Krankenhäuser in Neuhaus am Rennweg und in Gräfenthal. Ergänzt wurde die medizinische Versorgung durch Polikliniken in den kreisangehörigen Städten Lauscha und Oberweißbach. Der komplizierte schrittweise Umzug in einen modernen zentralen Neubau in Neuhaus am Rennweg nahe dem alten Krankenhaus unter Verantwortung von Manfred Rempt (* 1947; † 2012) war erst 1988 abgeschlossen.
Mit der Zusammenlegung mit dem Sonneberger Krankenhaus entstand die Kreiskrankenhäuser Sonneberg und Neuhaus GmbH. Bis heute wurde an beiden Standorten in Neu- und Erweiterungsbauten investiert. Daneben wurden die medizinischen Einrichtungen auf den aktuellen Stand der medizinischen Forschung gebracht. Infolge wirtschaftlicher Probleme des Roten Kreuzes im Landkreis Sonneberg wurden in den 90er Jahren Pflegeeinrichtungen und der Rettungsdienst im Landkreis auf die Kreiskrankenhäuser Sonneberg und Neuhaus GmbH übertragen. Im Jahr 2018 begann der Bau einer Rettungswache am Standort Sonneberg, die im Sommer 2020 fertiggestellt und eingeweiht wurde. Hier sind 40 Mitarbeiter des Regiomed-Rettungsdienstes stationiert. Ein besonderer Schwerpunkt in der Patientenversorgung liegt auf den Fachbereichen der Orthopädie und der Gefäßmedizin. Das Gefäßzentrum der Klinik in Sonneberg wurde durch die Deutsche Gesellschaft für Gefäßchirurgie zertifiziert.

## Regiomed-Kliniken
Seit dem 1. Januar 2008 kooperiert das Klinikum Sonneberg mit fünf anderen Krankenhäusern in Schleusingen, Lichtenfels (Oberfranken), Coburg und Hildburghausen in der Regiomed-Kliniken GmbH.
Die Regiomed-Kliniken GmbH ist seither Eigentümer der Betriebsgesellschaften der Kliniken und betreibt Pflegeheime in den Landkreisen Hildburghausen und Sonneberg und den Rettungsdienst im Landkreis Sonneberg als eigene Geschäftsfelder. Zudem gehören Kliniken und Reha-Einrichtungen in Coburg, Lichtenfels und Neuhaus am Rennweg zum länderübergreifenden Regiomed-Klinikverbund. Eine gemeinsame Großküche die im Jahr 2018 für 20 Millionen Euro am Standort Lichtenfels gebaut wurde, beliefert von hier aus alle Regiomed-Einrichtungen.